# Toronto Star
Toronto Star là một nhật báo khổ lớn của Canada. Đây là báo viết có số lượng lưu hành theo tuần lớn nhất của Canada. Mặc dù chỉ đứng vị trí thứ hai sau The Globe and Mail về số lượng lưu hành vào các ngày trong tuần và thứ bảy, song Toronto Star vẫn vượt mặt Globe ở lượng lưu hành tuần nhờ phát hành thêm ấn bản Chủ nhật trong khi tờ Globe thì không. Nhật báo này được sở hữu bởi Toronto Star Newspapers Ltd., một chi nhánh của Star Media Group, công ty con của Tập đoàn Torstar.